# Edwyn Ralph
Edwyn Ralph est une paroisse civile et un village du Herefordshire, en Angleterre.